# Guidotti (calciatore)
Giuseppe Guidotti (1898 – ...) è stato un calciatore italiano, di ruolo centrocampista.

## Carriera
Con la Fortitudo Roma disputa 5 gare e mette a segno 2 gol nel campionato di Prima Divisione 1923-1924.